# Полярные коды
Поля́рный код (англ. Polar code) — линейный корректирующий код, основанный на явлении поляризации канала. Является первым известным кодом с субквадратичной сложностью кодирования и декодирования {\displaystyle O(n\log n)}, который доказуемо достигает пропускной способности дискретных бинарных симметричных каналов без памяти, например, двоичного симметричного канала или двоичного канала со стиранием. Полярные коды также могут применяться на недвоичных или непрерывных каналах и являются оптимальными кодами для сжатия данных с потерями.
Полярные коды рассматривались в качестве претендентов на использование в стандарте сотовой связи 5G NR, однако в ходе сравнительного анализа предпочтение было отдано кодам LDPC.